# Virgen de los Llanos
La Virgen de los Llanos es una advocación mariana de la Virgen María. Es la patrona de la ciudad española de Albacete, y de la diócesis de Albacete, siendo venerada en la Catedral de San Juan de Albacete. Su festividad se celebra el 8 de septiembre.

## Historia

### Origen legendario
Según reza la tradición popular y más extendida, su imagen fue encontrada en época indeterminada por un labrador en el paraje de Los Llanos, o sea, Albacete. Otras fuentes enriquecen fantásticamente la leyenda diciendo que la escultura fue realizada por San Lucas y escondida por Santiago.
Hay otra hipótesis, más verosímil, que indica que la imagen fue trasladada a Albacete por los soldados de Jaime II de Aragón, al conquistar esta región en 1296, comenzando desde entonces el culto y veneración de ésta.
En la época de las invasiones musulmanas, la imagen había sido enterrada, probablemente con el fin de librarla de daños y profanaciones. Una vez avanzada la Reconquista, asegura la tradición que un labrador anónimo arando en el citado paraje denominado Los Llanos, descubrió una efigie pequeñita y rara. Se sitúa históricamente este descubrimiento sobre el año 1447 por parte de Joaquín Sánchez Jiménez. Sorprendido el sencillo labriego, la recogió envolviéndola cuidadosamente en una manta, con la intención de que sirviera de juguete a su niña. Terminado su trabajo, al llegar a casa comprobó dicho labrador que la escultura había desaparecido. Al día siguiente, apareció de nuevo la imagen en el mismo sitio en la obertura de un surco y, de nuevo, el labrador maravillado la volvió a ocultar en la manta, pero anudando esta vez con prevención fuertemente los extremos para que no se perdiera como el día anterior. Cuenta la "Real Asociación de la Santísima Virgen de Los Llanos" que se repitió lo mismo que el día anterior, aunque el envoltorio continuaba bien sujeto. 
El labrador comunicó muy intrigado el suceso a las autoridades eclesiásticas, que se trasladaron al paraje de Los Llanos y presenciaron la aparición, a flor de tierra, de la pequeña imagen, removida, como las dos veces anteriores, por la reja del arado. "Ya no había duda de que se trataba del hallazgo milagroso de la antigua talla de Santa María", cuenta la Real Asociación.

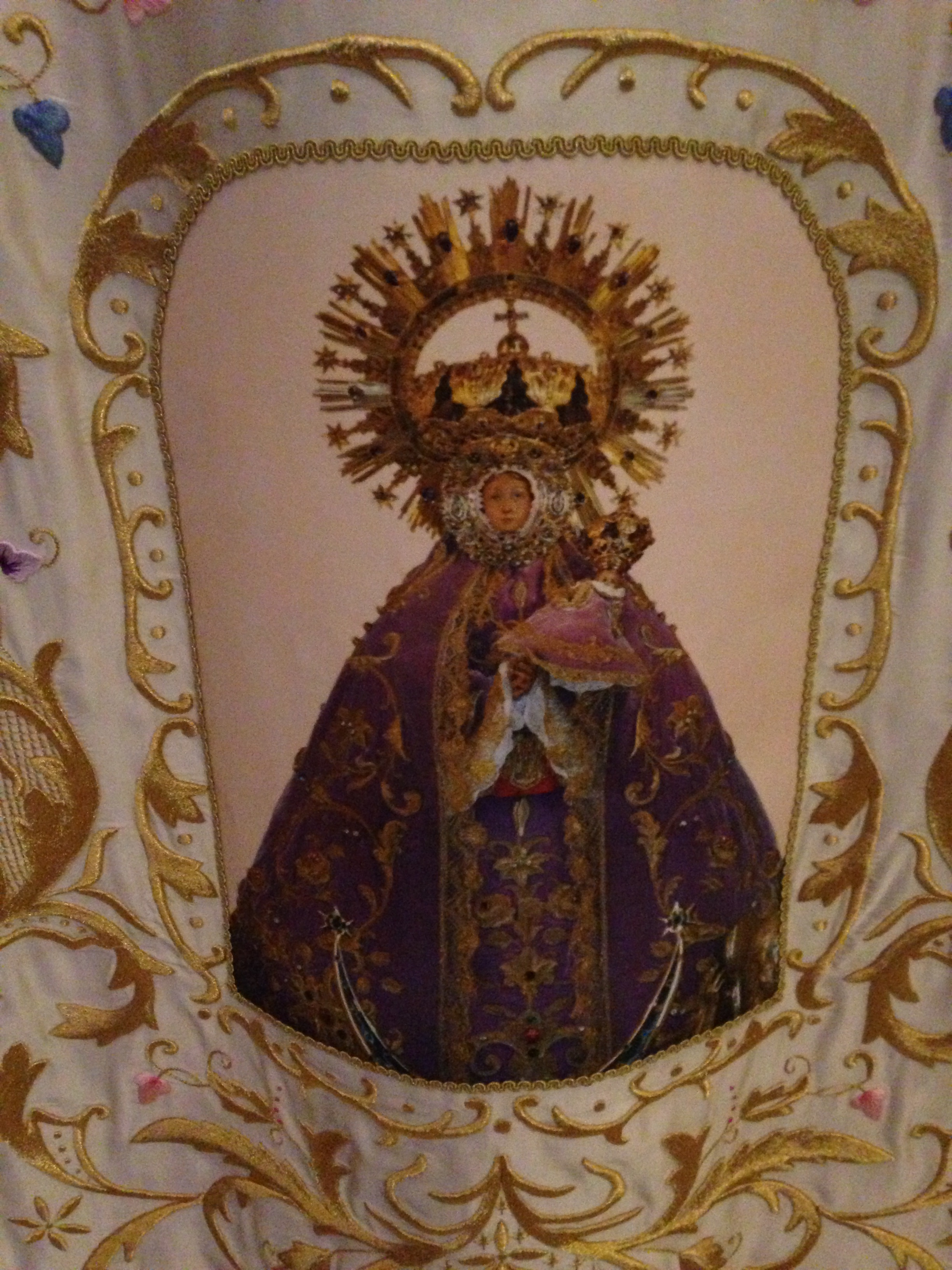
Detalle del lienzo de la Virgen de los Llanos que se expone en sus festividades

### Paraje de Los Llanos e inicio de la devoción popular
La imagen comenzó rápidamente a recibir culto bajo la advocación de "Santa María de Los Llanos" y, con este mismo título, se erigió después en el lugar del hallazgo "una ermita costeada con limosnas y donativos de todos los habitantes de la villa de Albacete y sus cercanías". A finales del siglo XVI aparecen los primeros documentos sobre la devoción a la Virgen de Los Llanos en la villa de Albacete. De hecho, desde 1591 se realizaba una procesión en primavera que llevaba la Virgen desde su ermita hasta la iglesia de san Juan, con la finalidad de rogativas del pueblo de Albacete hacia dicha imagen.
Durante las décadas de los años 1620 y 1630 se edifica un templo mucho mayor en el lugar de la aparición. Éste se amplió en etapas sucesivas con numerosas capillas. En 1632 el ayuntamiento de la villa acordó que todos los años se celebrase el día 16 de mayo una función de acción de gracias por todos los favores recibidos de la Virgen. Y nacieron los cultos del novenario a la Virgen de Los Llanos y, desde entonces, fue proclamada oficialmente a "Santa María de Los Llanos" patrona de la villa de Albacete. Hay quien señala que ya en 1616 se cita por vez primera en acta a la Virgen como patrona de Albacete. 
Por aquellas fechas de 1631, siendo mayordomo del templo Juan Reolid Godoy, decidió renovar los rostros de la Virgen y el Niño, dado que se encontraban notablemente deteriorados por la acción del tiempo, así que "sustituyó en secreto, las antiguas cabezas por otras nuevas, ocultando las primitivas en una hendidura abierta en el torso del busto de la efigie de la Virgen." Relata la real asociación que el pueblo entero notó un cambio y supuso que la talla de la Virgen había sido suplantada, de forma que se enfurecieron contra el mayordomo. "El enojo de los fieles se tradujo en creciente desvío y frialdad religiosa cada vez más acusada; pero un claro milagro obrado por la Señora en la persona del paralítico Blas Martínez, al visitar la ermita de Los Llanos (...) acrecentó la devoción de los fieles y el culto y la veneración a la imagen retocada por el famoso mayordomo Juan Reolid Godoy."
Junto al templo de la Virgen de Los Llanos se construyó en 1672 el convento de la Orden Descalza de San Francisco. A pesar de ello, la villa de Albacete mantendría el dominio sobre la imagen y sus pertenencias. El traslado de la feria desde Albacete a dicho paraje, por ser lugar de cruce de caminos, reportó notables beneficios a la comunidad religiosa. Durante el siglo XVIII continuaron las romerías entre Los Llanos y Albacete. La imagen se llevaba a la villa regularmente para las celebraciones comunes o en caso de rogativa si la situación lo requería. 

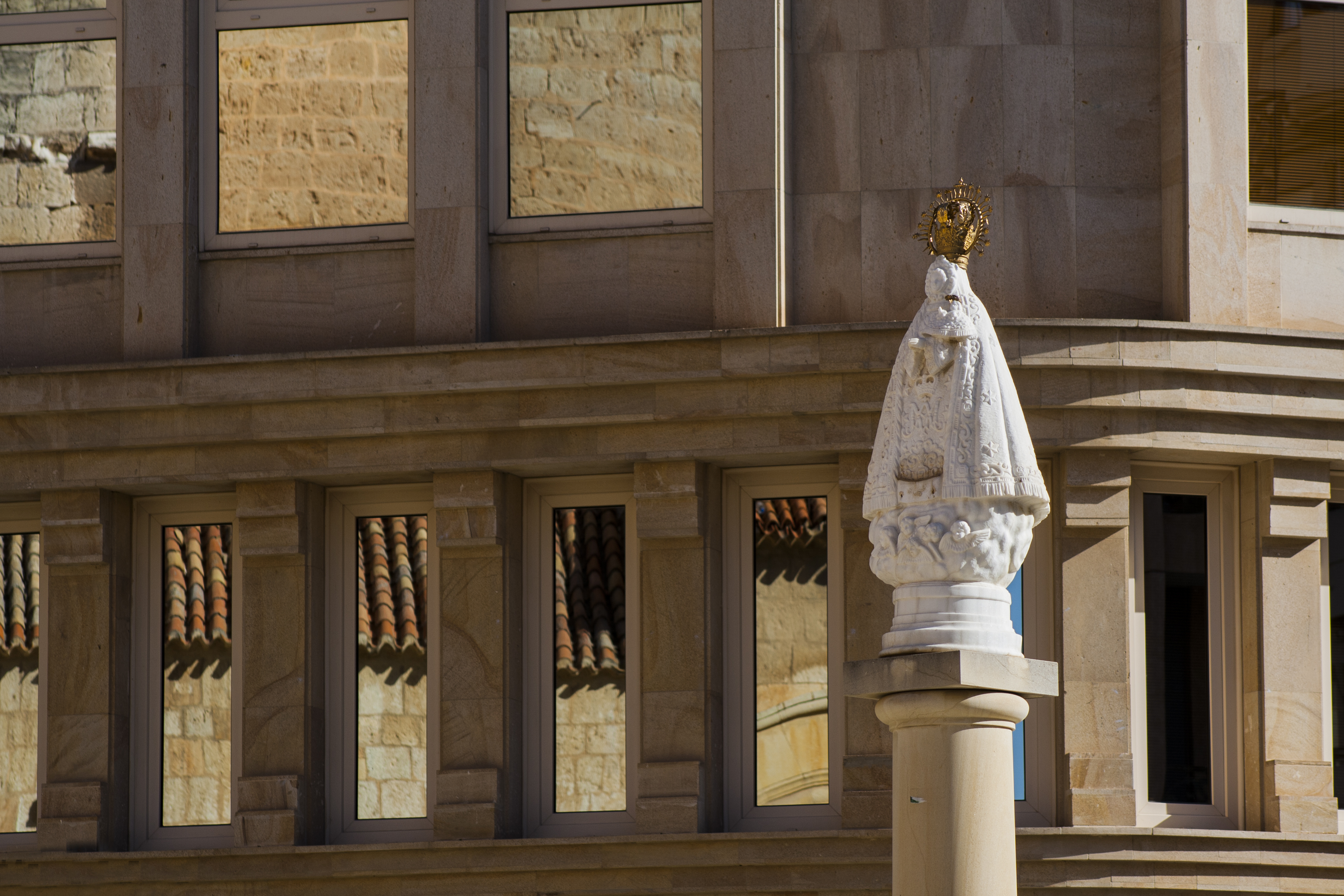
Triunfo a la Virgen de los Llanos en la plaza Virgen de los Llanos de Albacete

### Traslado a la iglesia de san Juan Bautista
En 1836, tras la desamortización y la consiguiente desaparición del convento de los Llanos, el ayuntamiento reclamó la Virgen y la depositó en la entonces iglesia de san Juan Bautista. Para ello se habilitó una hornacina en el desaparecido y barroco retablo mayor. En 1875 se fundó la cofradía que desde 1917 pasó a denominarse Real Asociación Nuestra Señora Virgen de Los Llanos. 
Aunque hoy en día no exista el antiguo convento de los Llanos si existe una ermita con una capilla en el lugar exacto de la aparición de la Santísima Virgen y en esa capilla existe una copia de la Virgen de los Llanos.

### Desde 1936 a 1939: un acta notarial muy singular de fecha de 12 de agosto de 1939
El 17 de marzo de 1936 fue incendiada y arrasada la iglesia de san Juan Bautista, de forma que la imagen de la Virgen de Los Llanos fue salvada del incendio y trasladada a la iglesia de la Purísima, donde permaneció hasta el mes de noviembre, hasta que hubo un nuevo incendio debido a la guerra civil Española . La imagen quedó "decapitada y semidesecha" y fue recogida por Joaquín Sánchez Jiménez y conservada en la diputación provincial hasta el final de la guerra civil.
En 1939 tuvo lugar el descubrimiento del 'secreto' que ocultaba la imagen de la Virgen de Los Llanos, de una forma tan prodigiosa que se hizo constar en la siguiente acta notarial literalmente reproducida por su interés histórico a continuación: 

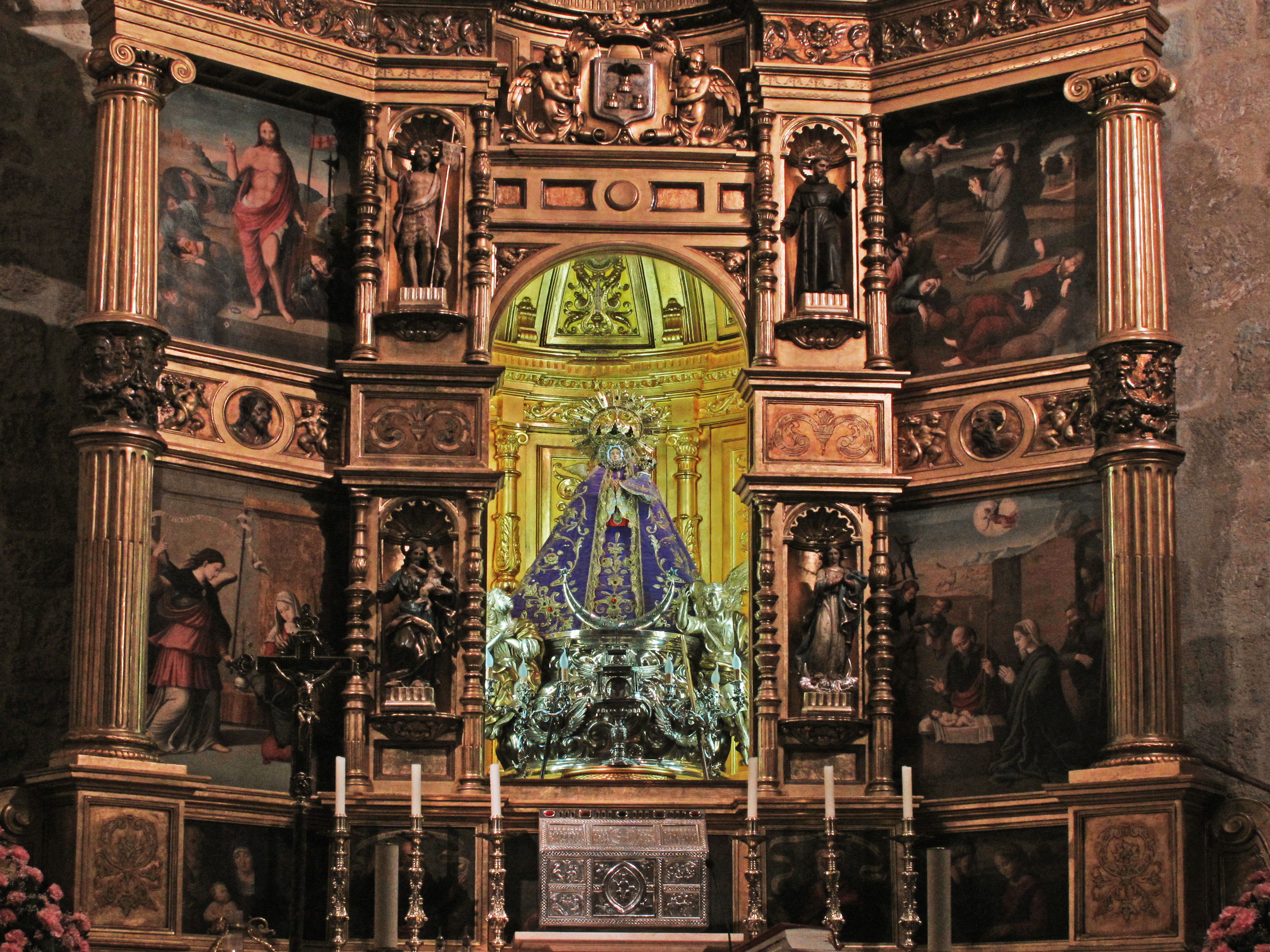
Capilla de la Virgen de los Llanos en la Catedral de Albacete

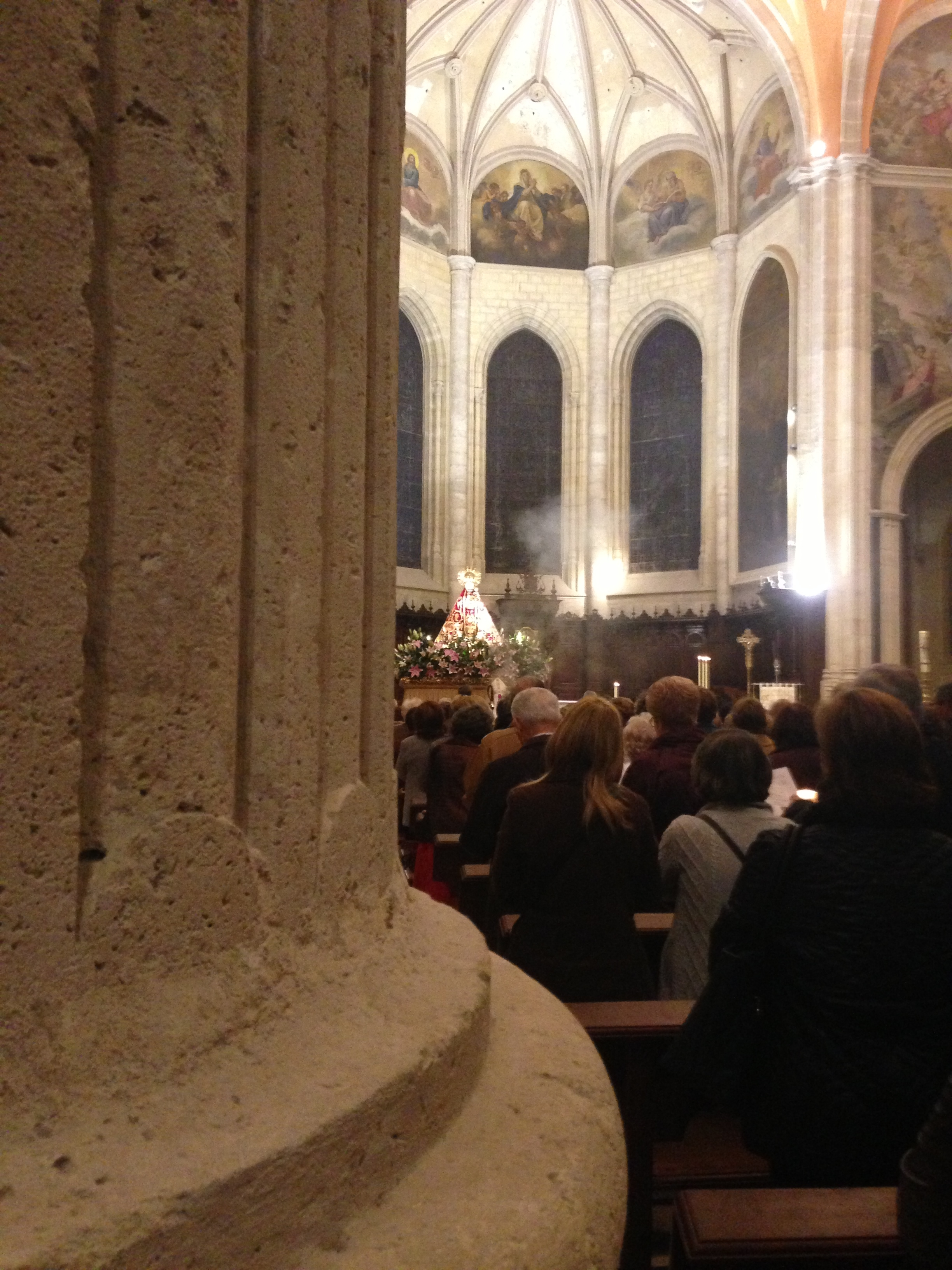
La Virgen de los Llanos en la Catedral de Albacete, durante la celebración de su Novena

"En la Ciudad de Albacete, a doce de agosto de 1939. Año de la Victoria. Yo don Narciso García-Mochales Smitch, Abogado y Notario del Ilustre Colegio de Albacete, con residencia en esta capital, previo requerimiento, me constituyo en el local donde tiene establecido su estudio de escultura y artista de esta población don Ramiro Undaveytia Lorenzana, en la calle de Tesifonte Gallego, número 22 y ante mí comparecen: el Señor Arcipreste del Distrito Eclesiástico de Albacete don Francisco Gálvez Gómez; don Francisco Javier Leandro Sánchez-Ocaña, Cura Párroco de la Iglesia de San Juan Bautista y Presidente de la Real Asociación de la Virgen de Los Llanos, Patrona de Albacete; don Joaquín Sánchez Jiménez, Licenciado en Ciencias Históricas, Archivero Bibliotecario y Arqueólogo titulado y Secretario de la misma Real Asociación; doña Isabel Navarro Bru, Camarera Mayor de la Santísima Virgen de Los Llanos; don Pedro Sainz de Baranda y Berdugo, Comandante de Infantería; don Ramiro Undaveytia Lorenzana y su esposa doña Purificación Urrea Pérez de Ontiveros y don José Gálvez Gómez, maestro ebanista."

"Dichos señores, a quienes doy fe que conozco, me requieren a mí, el Notario, para consignar, mediante su testimonio, los siguientes hechos: Que el día 10 del corriente y hora de las veinte y veinte minutos, rezadas unas preces a la Santísima Virgen, se procedió por el maestro ebanista don José Gálvez Gómez y el escultor don Ramiro Undaveytia Lorenzana a la apertura de una concavidad que suponían existente en el busto de madera de la Imagen descabezada de la Santísima Virgen de Los Llanos, que fue maltratada y profanada por las hordas rojas, destruyendo su cabeza, una mano y parte de la otra, el día diez y nueve de noviembre de mil novecientos treinta y seis, en la Iglesia de la Purísima Concepción de esta Capital, donde había sido trasladada después del incendio de la Iglesia Parroquial de San Juan, de donde se salvó milagrosamente el día diez y siete de marzo del mismo año, y que se conservaba oculta bajo la custodia de don Joaquín Sánchez Jiménez, antes citado, conservador del Museo de la Comisión de Monumentos de Albacete. Y con gran sorpresa y admiración de todos los señores expresados, que estaban presentes, al abrir la concavidad, violentando la tabla que la cubría, aparecieron la cabeza de una imagen de unos siete centímetros, tallada y moldeada con encarnación bien conservada, al parecer de una Virgen y otra cabeza más pequeña, posiblemente del Niño Jesús, de factura idéntica, aunque algo más toscamente modelada y un trozo de lienzo inmovilizado como cuña, las cabezas y unos fragmentos de madera y yeso y en la tabla levantada, al dorso, fuertemente adherido, un papel con la siguiente inscripción: 'Esta es la cabeza de la Virgen de Los Llanos que fue el principio de la devoción de esta casa suya y por ser de materia tan flaca se hizo este cuerpo y esta cabeza de madera. Año de mil seiscientos treinta y uno.' Al pie hay un signo. La escritura tiene todas las características de la época de su redacción."

"Ante el descubrimiento, de las cabezas y escrito indicados, todos los señores presentes se arrodillaron piadosamente, tributando su veneración a dichos sagrados restos que confirman la tradición popular antiquísima de que en el cuerpo de la escultura de la Santísima Virgen de Los Llanos existían los restos de la primitiva imagen, tradición que se conservaba borrosamente entre algunas familias de la localidad. Los señores comparecientes estimaron necesario requerir a las Autoridades y a mí, el Notario, para consignar estos hechos y para que presenciáramos el hallazgo tal y como queda referido."

"A los pocos momentos, todas las Autoridades, entre ellas el Excelentísimo Gobernador Civil de esta Provincia, don Antonio Parellada García, el Alcalde-Presidente de este Ayuntamiento, don Paulino Cuervas-Mons y Díaz de Quijano y el Jefe Provincial de Falange Española Tradicionalista y de las J.O.N.S., don Fulgencio Lozano Navarro, y numerosas personas de esta localidad presenciaron y admiraron el feliz hallazgo de la gloriosa reliquia de la antiquísima imagen de la Virgen de Los Llanos, Patrona de Albacete, hallada por un labrador en fecha imprecisa."

"Todos los señores comparecientes se ratificaban en las manifestaciones que quedan hechas en la presenta acta. Leído por mí, el Notario, íntegramente a los señores concurrentes, la aprueban y firman. De todo lo cual y de estar extendida en dos pliegues de papel común, debidamente reintegrados, yo el Notario doy fe. Lic. Francisco Gálvez. - Francisco J. Leandro. - Pedro S. de Baranda.- Joaquín Sánchez.- José Gálvez.- Ramiro Undaveytia.- Purificación de Urrea.- Isabel Navarro.- Signado: Ldo. Narciso Gª. Mochales.- Rubricados.- Doy fe que es copia de su matriz con la que concuerda y en donde queda anotada."

### Desde 1940 hasta nuestros días
La historia más reciente de la Virgen de Los Llanos queda reducida al hecho de quedar colocada, a partir de 1940, en la capilla del ábside del lado del evangelio de la catedral de San Juan. Al crearse la diócesis de Albacete, en 1950, su patronazgo se extendió a todo el territorio de la misma. El 27 de mayo de 1956 se coronó canónicamente como patrona de la diócesis en un memorable acto en el parque de los Mártires (hoy llamado de Abelardo Sánchez) por el nuncio papal en España Monseñor Antoniutti. 
Como conmemoración de este acontecimiento se celebra todos los años un novenario solemne en su honor, culminando esos actos anuales con una procesión en mayo y la apertura del camarín de la Catedral el 27 de mayo. Siguiendo la costumbre de la época, se publicó la lista completa de donativos que se entregaron para la Coronación.
En 2006 se celebró el 50 aniversario de su Coronación Canónica en el parque de Abelardo Sánchez, recordando lo que sucedió en su momento, siendo presididas las celebraciones por el nuncio papal y por el que había sido obispo de Albacete hasta finales de 2005, Francisco Cases Andreu. A dicha ceremonia acudieron 70 000 personas.
Y cada año gracias al esfuerzo de todos los albaceteños y albaceteñas la procesión y los actos de fe que se organizan en mayo van creciendo y recuperando la gran tradición antigua.

## Imágenes existentes

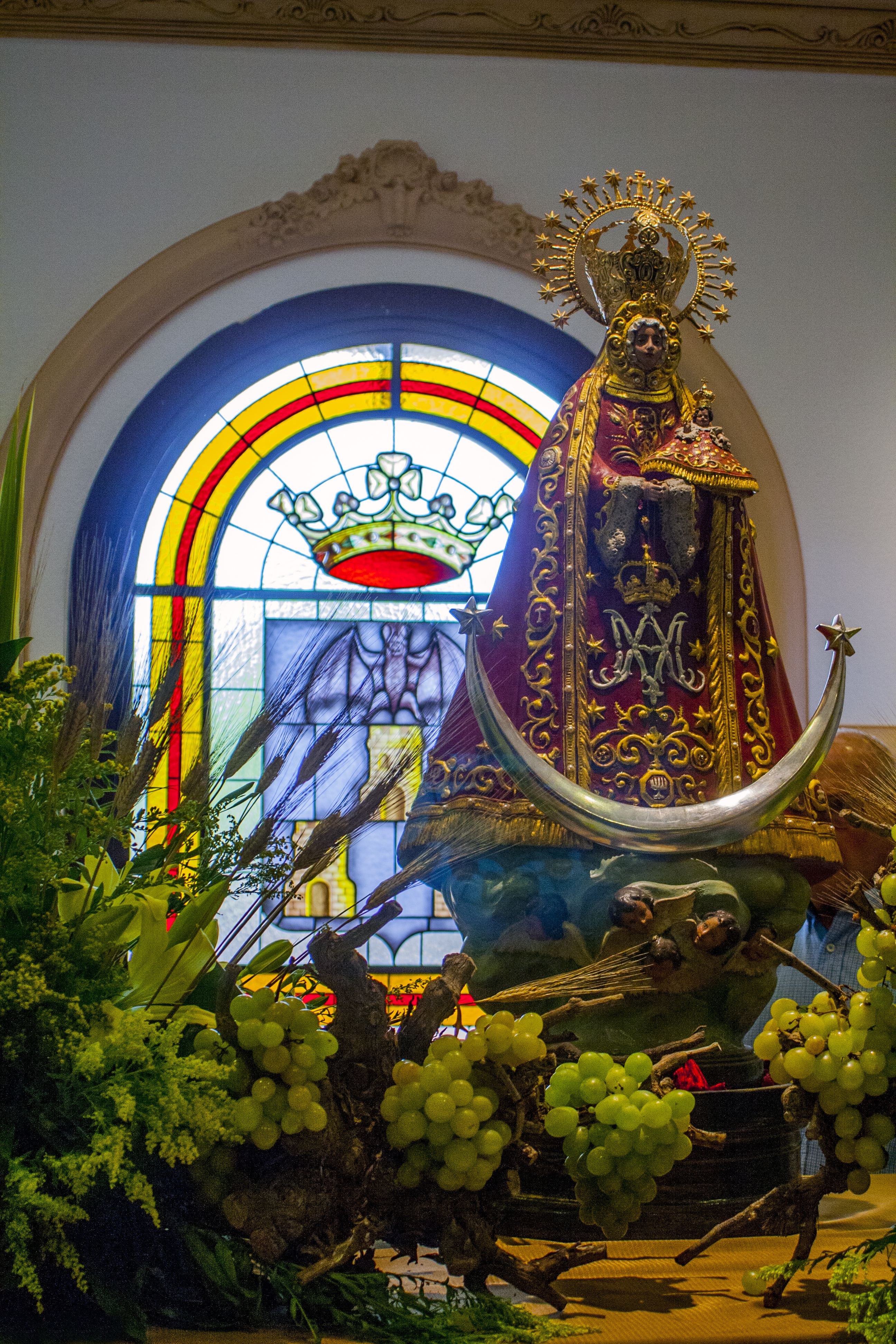
La Virgen de los Llanos en su capilla del Recinto Ferial de Albacete

Actualmente hay cuatro imágenes representativas de la Virgen de los Llanos:

- La llamada limosnera, que custodian los padres franciscanos en la iglesia-convento de Albacete capital, y que recibe dicho nombre porque era la que solían sacar por las calles cuando tenían que pedir limosna para subsistir. Fue donada a dicha parroquia en 1950 por una familia devota de la Virgen de los Llanos.

- Por otro lado, está la réplica en menor tamaño de la imagen anterior a la Guerra Civil que permanece todo el año en el Ayuntamiento, y que durante la feria es trasladada a la Capilla del Recinto Ferial, ésta carece de mayor valor artístico ya que está elaborada en escayola y es posterior a la guerra civil española, aunque para los verdaderos devotos de la Virgen de los Llanos todas las imágenes de esta son bien recibidas.

- La imagen de la Virgen de los Llanos "La Peregrina" que tradicionalmente se saca en procesión en mayo con motivo de la coronación canónica de 1956, recientemente restaurada, y que se viste con los distintos mantos que fueron regalados por el pueblo de Albacete. Es una copia exacta de la imagen que se encuentra en la capilla de la Catedral

- Por último, la que permanece en el camarín de la Catedral, y que nunca lo abandona, es sin duda la de mayor valor histórico y artístico, y ocupa la capilla que lleva su nombre a la derecha del altar de la Catedral de Albacete. Esta figura fue salvada de la quema en la guerra civil por una familia de Albacete, apodada Los Cachorros. Las cabezas primitivas que se detallan encontradas en el acta notarial transcrita se pueden venerar todos los años el día 27 de mayo día de la coronación, cuando se abre el camarín. Presenta una media luna con dos estrellas en los extremos en la que aparece una inscripción con la firma, fecha y nombre del donante, el regidor, Diego de Molina Montesinos, que fue realizada en 1654 por Manuel López.[13]

En el Museo de Albacete se conservan grabados, estampas y medallas antiguas.

## Coronación
Desde la coronación de la Santísima Virgen de los Llanos el 27 de mayo de 1956, en Albacete se viene celebrando el día 27 de mayo la apertura del camarín de la Santísima Virgen en donde se pueden ver las reliquias de la primitiva imagen y el interior del camarín. Además de esa apertura al camarín también se hace una solemne procesión (que ya se hacía desde 1616) el sábado anterior al 27 de mayo donde procesiona la imagen de la Virgen de los Llanos (la peregrina) con el manto de la coronación, además de un solemne novenario que acaba el sábado anterior al 27 de mayo.
El manto de la coronación es llamado el "Medio oro" porque está confeccionado de hilo de oro, hilo de plata, piedras preciosas, joyas e imágenes del evangelio tejidos en seda natural por las monjas carmelitas de la ciudad de Albacete.

## Feria de Albacete
La Feria de Albacete, declarada de Interés Turístico Internacional, se celebra en honor a la Virgen de Los Llanos, la patrona de Albacete. Cada 7 de septiembre, al comienzo de la feria, se traslada la réplica de la imagen de la Virgen, que normalmente se aloja en el ayuntamiento, en una cabalgata que parte desde la avenida de España hasta una capilla situada en los Redondeles Feriales. Todo ello tras la apertura de la puerta de Hierros. La festividad de la Virgen de Los Llanos se celebra el 8 de septiembre. Al término de la fiesta grande, el día 17 de septiembre, se devuelve la réplica en procesión al ayuntamiento.

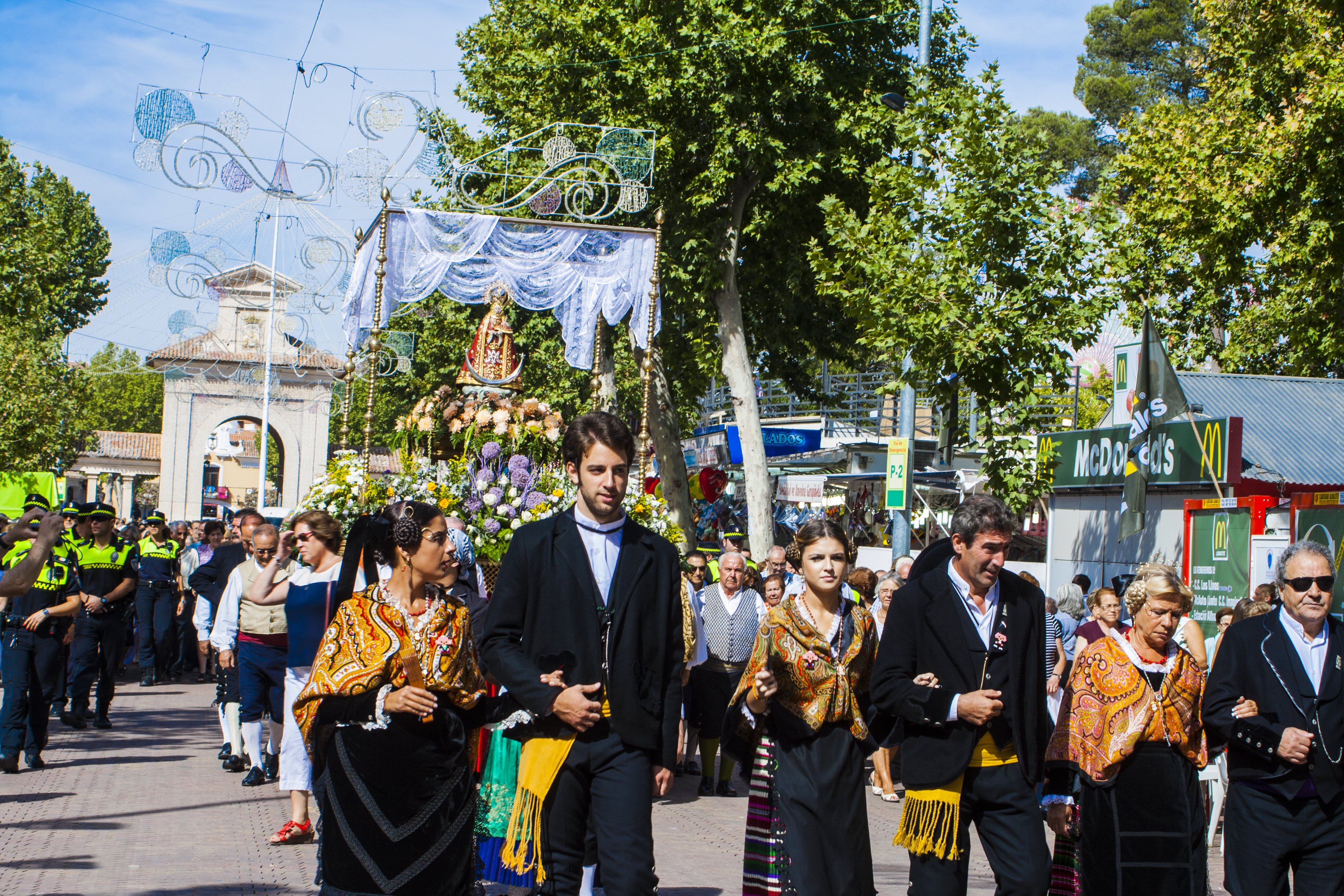
Traslado de la imagen de la Virgen de los Llanos que preside la Feria de Albacete desde la capilla de la Feria hasta la capilla del Ayuntamiento al término de la misma

## Patronazgo
La Virgen de los Llanos es patrona de las siguientes localidades, provincias e instituciones religiosas:
- Albacete desde 1632
- Diócesis de Albacete desde 1956
- Provincia de Albacete desde 1956
- El Algar (Murcia)
- Carchuna (Granada)
- La Roda de Andalucía (Sevilla)
- Hontoba (Guadalajara)
- Santa María de los Llanos (Cuenca)
- Entrambasaguas (Cantabria)

## Himnos

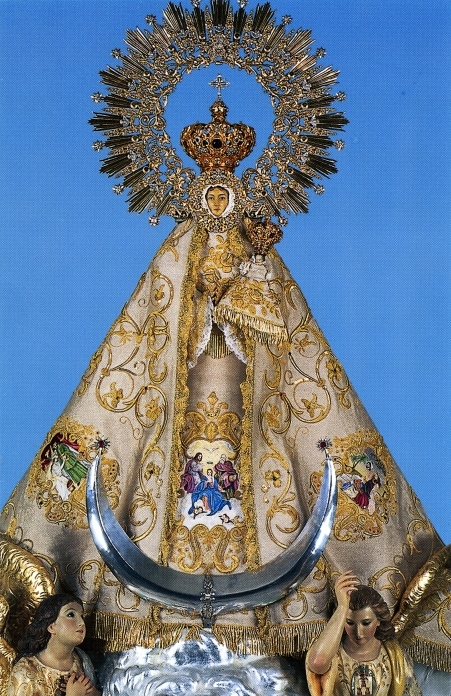
Imagen de la Virgen de los Llanos durante el cincuenta aniversario de la coronación

Existen numerosas marchas en honor a la virgen y dos himnos en honor a la Virgen de Los Llanos, uno más antiguo (anterior a la coronación de 1956) y otro que se compuso para la Coronación Canónica de la imagen el 27 de mayo de 1956. 

El más conocido y el que se canta frecuentemente en las celebraciones en la Catedral de Albacete, así como en el novenario en honor de la patrona de Albacete  tiene como autor de la letra a Ramón Bello Bañón y la música es de Miguel Asins Arbó.
"Dios te puso en los ojos la mirada sencilla
 y en el pecho el amor,

y te sienten los llanos de la espiga amarilla

y los vientos que vibran con la luz y la flor.

Los instantes nos llevan a tu imagen amada,

Y a tus pies quedarán

Las ofrendas pequeñas	

Que de cada jornada

Son humildes y buenas	

Como un trozo de pan.

Te corona el cariño que Albacete

te envía, 
te corona su fe 

Por tu gracia más limpia que	

las luces del día;

Por tu amor, agua nueva	

de las fuentes del bien.

¡Dios te salve, María de los Llanos,

Señora de la sombra y la luz;

Se ha vestido de amores hasta la última hora

Y está Mayo en el cielo Imitando tu azul!"
Además de estos dos himnos, numerosas son las marchas y obras en honor a la Virgen de los Llanos.

## Real Asociación de Nuestra Señora María Santísima de Los Llanos
Con el fin de promover el culto y devoción a la Excelsa Patrona de la Ciudad de Albacete, el 28 de abril de 1875, se fundó la Cofradía que, desde el año 1917, ostenta el título de Real Asociación de María Santísima de Los Llanos, título que le concede el rey Alfonso XIII. Durante algún tiempo la Real Asociación era doble, una para hombres y otra para mujeres, según la costumbre de la época. Ambas tenían su Junta Directiva distinta y sus propios socios, aunque con un mismo fin. A partir de 1983, de común acuerdo, se funden las dos secciones y se constituye una asociación mixta, agrupando de esta manera a todos los fieles.
El fin primordial de la Real Asociación es promover el culto y devoción a la Santísima Virgen y una adecuada formación y educación de fe, para que tanto sus asociados como los fieles en general, puedan llevar una vida auténticamente cristiana y para ello organiza a lo largo de todo el año diferentes actos en su honor.
La Real Asociación tiene como insignia propia una medalla con la efigie de la Santísima Virgen de Los Llanos, llevando en el anverso la inscripción: "Real Asociación de Nuestra Sra. María Santísima de Los Llanos". Esta medalla deben utilizarla los asociados en todos los actos de culto comunitario a su Patrona.
Su primer presidente fue don Antonio González, párroco de San Juan y el secretario don Canciano López. En 1956, año de la Coronación, los presidentes eran doña Antonia Cabot y don Matías Gotor Perier. El 6 de mayo de 2016 es elegido presidente Antonio Fernández-Pacheco Sánchez, relevando en el cargo a Mariano Luján Servet.